# Гиг VII (дофин Вьеннский)
Гиг VII (фр. Guigues VII de Viennois; 1225 — 1269) — дофин Вьеннский, граф д’Альбон, де Гренобль, д'Уазан, де Бриансон, де Гап и д'Амбрён (1237—1269).

## Жизнь
Старший сын дофина Вьеннского Гига VI от его брака с Беатрисой Монферратской. После смерти отца в 1237 году унаследовал его владения.
Конфликтовал с Карлом Анжуйским из-за права обладания графствами Гап и Амбрён, которые являлись приданым первой жены отца Гига Беатрисы де Форкалькье (с которой Гиг VI развёлся в 1211 году). В то же время Карл Анжуйский считал эти земли частью графства Форкалькье, которое являлось приданым его жены Беатрисы Прованской. Спор завершился соглашением, по которому Карл получил Гап, а Гиг сохранил Амбрён.

## Брак и дети
В 1253 году женился на Беатрисе де Фосиньи (1234—1310), дочери Пьера II, графа Ричмонда, будущего графа Савойи. В качестве приданого супруга принесла сеньорию Фосиньи (фр.). Впоследствии это владение станет причиной длительного раздора между правителями Дофине и Савойи.
Дети от этого брака:
- Анна (1255—1298), супруга Умберта де Ла Тур, после смерти младшего брата стала хозяйкой Дофине и графства д’Альбон
- Жан I (1264—1282), унаследовал Дофине и графство д’Альбон после смерти отца
- Андре (р. 1267)